# Euchrysops barkeri
Euchrysops barkeri är en fjärilsart som beskrevs av Henry Trimen 1893. Euchrysops barkeri ingår i släktet Euchrysops och familjen juvelvingar. Inga underarter finns listade i Catalogue of Life.